# Радомін (Куявсько-Поморське воєводство)
Радомін (пол. Radomin) — село в Польщі, у гміні Радомін Ґолюбсько-Добжинського повіту Куявсько-Поморського воєводства.
Населення — 994 особи (2011).
У 1975-1998 роках село належало до Торунського воєводства.

## Демографія
Демографічна структура станом на 31 березня 2011 року:
|          | Загалом | Допрацездатний вік | Працездатний вік | Постпрацездатний вік |
| -------- | ------- | ------------------ | ---------------- | -------------------- |
| Чоловіки | 491     | 98                 | 349              | 44                   |
| Жінки    | 503     | 91                 | 297              | 115                  |
| Разом    | 994     | 189                | 646              | 159                  |